# 岩倉具選
岩倉 具選（いわくら ともかず）は、江戸時代中期から後期にかけての公卿。権大納言・柳原光綱の末子。官位は従三位。岩倉家9代当主。

## 経歴
幼名を涼吉、後に家具（いえとも）と改め更に具選とした。岩倉広雅の養子となる。正室は権大納言・綾小路有美の娘。
宝暦13年（1763年）に叙爵。以降累進して、弾正少弼・侍従を経て、安永2年（1773年）には後桜町上皇の院伴官代となる。右近衛少将・近江介を経て、安永9年（1780年）には上皇の信任を得て院別当へ昇格している。天明8年（1788年）には従三位に達して公卿に列した。しかし寛政8年（1796年）贋金造りの嫌疑により蟄居となり、寛政9年（1797年）に落飾した。晩年に剃髪し可汲と号した。狩野派に学び絵を能くした。
文政7年（1824年）、薨去。享年68。京都出水通六軒町の清光寺に葬られた。

## 人物
文学を好み、和歌・詩文を善くした。また画も得意とし篆刻に巧みだった。篆刻は高芙蓉に師事。その刻した印は『芙蓉山房私印譜』に掲載される。寛政5年（1793年）に『楷林』上下2冊を刊行した。

## 系譜
- 父：柳原光綱
- 母：郁 - 織田信休の四女
- 養父：岩倉広雅（1746-1769）
- 正室：綾小路有美の娘
  - 男子：岩倉具集（1778-1853）